# ビリルビン
ビリルビン（英: Bilirubin）は、（以前はヘマトイジン(hematoidin、類血素)とも言われた）黄色のヘムの通常の分解代謝物である。ヘムはヘモグロビンの構成物であり、赤血球の主要構成物の一つである。ビリルビンは、胆汁または尿から排出され、異常な濃度上昇は何らかの疾病を指し示している。ビリルビンは、痣の黄色の原因物質であり、黄疸により黄色く変色が起こる原因物質である。
ビリルビンは、ゴクラクチョウカ科の数種の植物からも発見されている。

## 化学
ビリルビンは、4つのピロール環（テトラピロール）を有する開環したチェーン状の構造を有している。ヘムにおいては、4つのピロール環はポルフィリン環と呼ばれる大きな環に繋がれている。ビリルビンは、光を吸収するために海藻類で利用されているフィコビリンと大変良く似た構造をしている。このフィトクロム色素は植物で光を吸収するのに利用されている。これらの物質は、4つのピロール環を有する開環したチェーン状の構造を有している。
他の色素と同じように、光に晒すとビリルビンの二重結合が異性化する。この性質を利用して新生児の黄疸に光線療法が施されている。光を照射したビリルビン異性体は、光を照射していないものより水溶性が高くなる。
ビリルビンの異性体の化学構造について誤った構造を掲載している教科書や論文がいくつか認められる。

## 機能
ビリルビンは、緑色の胆汁色素でヘム代謝物の一つであるビリベルジンがビリベルジンレダクターゼの働きにより還元されて生成される。ビリルビンが酸化されると再びビリベルジンになる。このサイクルは、ビリルビンの潜在的な抗酸化作用を示唆しており、ビリルビンは細胞内において抗酸化の生理作用を担っているのではないかという仮説が立てられる。

## 代謝

### 非抱合型ビリルビン
赤血球は骨髄で生成され、古くなったり損傷を受けた赤血球は脾臓で分解される。ヘモグロビンも分解され、グロビンがアミノ酸に分解されるようにヘムも分解される。脾臓の細網内皮系（細網細胞）でヘムは非抱合型ビリルビンへと分解される。非抱合型ビリルビンは水に溶けない。それゆえアルブミンと結合して肝臓へと送られる。
非抱合型ビリルビンは、間接ビリルビンとも呼ばれている。

### 抱合型ビリルビン
肝臓においてグルクロン酸転移酵素によりビリルビンはグルクロン酸の抱合を受け、水に溶けるようになる。抱合型ビリルビンはほとんどが胆汁の一部となって小腸に分泌される。抱合型ビリルビンの一部は大腸に達し、腸内細菌の働きにより還元されてウロビリノーゲンに代謝される。ウロビリノーゲンはさらに還元されてステルコビリノーゲンになり、別の部位が酸化されて最終的にはステルコビリンになる。このステルコビリンは大便の茶色の元である。ウロビリノーゲンの一部は再吸収されて、分子中央のメチレン基が酸化されて黄色のウロビリンとなり尿から排泄される。
抱合型ビリルビンは、直接ビリルビンとも呼ばれている。

### 尿中
一般的に尿からは非抱合型ビリルビンは排泄されない。肝臓機能が損なわれるか胆汁分泌機能が障害を受けたとすると、抱合型ビリルビンは肝細胞からあふれ出し、尿から排泄され、尿は黒っぽい琥珀色となる。尿中の抱合型ビリルビンの存在は医学的に検査することができ、尿中ビリルビンの増加を意味している。溶血性貧血、赤血球の破壊の増加、血中の非抱合型ビリルビンの増加等の原因によりこれらの現象が起こる。非抱合型ビリルビンは水に溶けないため、尿中のビリルビンの量は増加しない。肝臓や胆汁分泌に問題がないため、過剰な抱合型ビリルビンは通常の過程（抱合、胆汁分泌、ウロビリノーゲンへの代謝、再吸収）から発生し、尿ウロビリノーゲンの増加として表れることになる。尿中ビルビリンの増加と尿中ウロビリノーゲンの増加の間の相違は、これらのシステムの様々な病気の判別に役立つ。

### 代謝経路
ビリルビンはヘムの分解中間体である。ヘムの分解は、脾臓中のマクロファージによって開始される。このマクロファージは、循環中の古くなったり損傷を受けた赤血球を取り除く。最初の段階で、ヘムは、ヘムオキシゲナーゼ（HMOX）によりビリベルジンに分解される。NADPHが還元剤として使われ、酸素分子が反応に加わり、一酸化炭素（CO）が生成され、鉄が鉄イオン（Fe3+）としてポルフィリン環から解放される。
ヘム分解は、DNAや脂質を損傷させる有害な酸化ストレスを速やかに解消するための反応で、種の保存のために進化の過程で獲得されたものと考えられる。つまり、細胞が遊離したヘムにより発生したフリーラジカルにさらされるとヘムを分解代謝するヘムオキシゲナーゼ1が極めて速やかに導入されることとなる（下図参照）。その理由は、細胞は遊離ヘムによる酸化ストレスを迅速に解消するためにヘムを分解する能力を指数的に増加させなければならないからである。これは、遊離ヘムによる悪影響を迅速に回避するための細胞の自衛反応であろう。
```
 
          

ヘム
+H
+
+NADPH
--------------->

ビリベルジン
+Fe
3+
+
NADP
+
+O
2
+CO
```

2番目の反応として、ビリベルジンがビリベルジン還元酵素（BVR）によりビリルビンに還元される。
```
                                                 

ビリベルジン+H
+
+NADPH
------------------>
ビリルビン
+NADP
+
```

ビリルビンは、血漿中のアルブミンであるタンパク質と結合して肝臓に運ばれる。肝臓では、ビリルビンがグルクロン酸と結合してより水に溶けやすいものとなる。この反応はウリジン二リン酸-グルクロン酸転移酵素(UDPGUTF)によって媒介される。
```

ビリルビン+
ウリジン二リン酸グルクロン酸
------------------------------------->
ジグルクロン酸ビリルビン
+2
ウリジル酸
(UMP)+2
リン酸
(Pi)
```

この形のビリルビンは肝臓から胆汁として分泌される。腸内細菌は、ジグルクロン酸ビリルビンのグルクロン酸を外し、さらにビリルビンをウロビリノーゲンへと還元させる。ある程度のウロビリノーゲンは、小腸に吸収され、体内で腎臓に運ばれ、尿として排泄される。残りのウロビリノーゲンは、大腸を経てウロビリノーゲンの両端のピロール環が還元されて無色のステルコビリノーゲンが生成され、さらにステルコビリノーゲンが酸化されて分子中央のメチレン基が二重結合化して共役して大便の茶色の元となるステルコビリンが生成されて大便とともに排泄される。
```

ビリルビン
---------->
ウロビリノーゲン
------>
---->
ウロビリン
(黄色)→尿中に排泄

ウロビリノーゲン
---->
ステルコビリノーゲン
---->
ステルコビリン
(茶色)→大便中に排泄
```

## 毒性
非抱合型ビリルビンによる新生児の高ビリルビン血症は、脳の特定の領域にビリルビンが蓄積することによって起きるが、この疾病は核黄疸（kernicterus）と呼ばれており、様々な神経障害、発作、異常反射、異常眼球運動という回復不能な障害を引き起こす。新生児では血液脳関門が充分に発達しておらず、ビリルビンが脳間質に自由に移動できるため新生児高ビリルビン血症の神経毒性が発現するが、ある程度成長すると血中のビリルビンの濃度増加に対して抵抗力を持つようになる。特定の慢性疾患の状況下での発生はさておき、新生児は抱合型ビリルビンを腸内に排泄して解毒する腸内細菌を欠いているため（大人に比べて新生児の大便の色が薄い大きな理由でもある）、新生児では一般的に高ビリルビン血症のリスクが高い状況にある。抱合型ビリルビンはβ-グルクロニダーゼ酵素により非抱合型ビルビリンに分解されるが、その大部分は腸肝循環によって再吸収される。
上記のような毒性を有する一方で、適正なレベルのビリルビンには、活性酸素やフリーラジカルによる酸化ストレスから細胞を保護しているという可能性が指摘されている。

## 血液検査

### 総ビリルビン
血液検査ではビリルビン全体の量（直接ビリルビンと間接ビリルビンの合計）を総ビリルビン (total bilirubin, T-Bil) という。

### 直接ビリルビン
水溶性の抱合型ビリルビンを直接ビリルビン（direct bilirubin, D-Bil, 直ビ）という。総ビリルビンのうち、水溶性の抱合型ビリルビンはグルクロン酸抱合でできるジアゾ基によって直接測定できる。

### 間接ビリルビン
脂溶性の非抱合型ビリルビンを間接ビリルビン（indirect bilirubin, I-Bil, 間ビ）という。検査では可溶化を要する。

### 測定と算出
通常はT-Bilと直接ビリルビンのみを測定し、間接ビリルビンはT-Bilから直接ビリルビンを差し引いて算出する。血中のT-Bil濃度が高い病態を高ビリルビン血症、血中の直接ビリルビン濃度が高い病態を高直接ビリルビン血症、血中の間接ビリルビン濃度が高い病態を高間接ビリルビン血症という。正常値は概ね、T-Bilが1mg/dL以下、直接ビリルビンが0.2mg/dL以下、間接ビリルビンが0.8mg/dL以下。
| 検査法による名称 | 略称  | 抱合の有無による名称 | 極性   | 毒性 | 正常値 (mg/dL) |
| ---------------- | ----- | -------------------- | ------ | ---- | -------------- |
| 総ビリルビン     | T-Bil |                      |        |      | 〜1            |
| 間接ビリルビン   | 間ビ  | 非抱合型             | 脂溶性 | あり | 〜0.8          |
| 直接ビリルビン   | 直ビ  | 抱合型               | 水溶性 | なし | 〜0.2          |

なお、英語版Wikipediaでは、ビリルビンは基本的に排泄物であるので適正な血中濃度というものはないが、いくつかの成人での血中濃度範囲例を下表のように示している。
| 血中濃度単位   | μmol/L   | mg/dL                     |
| 総ビリルビン   | 5.1–17.0 | 0.2-1.9, 0.3–1.0, 0.1-1.2 |
| 直接ビリルビン | 1.0–5.1  | 0-0.3, 0.1–0.3, 0.1-0.4   |